# L'ultimo poker
L'ultimo poker (Big Money) è un film del 1930 diretto da Russell Mack.

## Produzione
Il film fu prodotto dalla Pathé Exchange

## Distribuzione
Il copyright del film, richiesto dalla Pathé Exchange, Inc., fu registrato il 26 ottobre 1930 con il numero LP1684.
Distribuito dalla Pathé Exchange, il film uscì nelle sale cinematografiche USA il 28 ottobre 1930.